# Чернов, Артём Сергеевич
Артём Сергеевич Чернов (28 апреля 1982, Новокузнецк, Кемеровская область — 11 декабря 2020, Уфа) — российский хоккеист, нападающий.

## Карьера
Воспитанник новокузнецкого хоккея. Начал профессиональную карьеру в 1999 году в составе новокузнецкого «Металлурга», выступая до этого за его фарм-клуб. В своём дебютном сезоне Артём провёл на площадке 14 матчей, набрав 5 (2+3) очков. В следующем году на драфте НХЛ он был выбран в 5 раунде под общим 162 номером клубом «Даллас Старз», после чего в сезоне 2000/01 стал одним из самых результативных игроков «Кузни», набрав 32 (15+17) очка в 44 проведённых матчах.
Благодаря своей успешной игре перед началом следующего сезона на Чернова обратил внимание омский «Авангард», однако руководство новокузнецкого клуба отказалось отпускать своего молодого лидера из команды, поэтому Артёму пришлось тайно покидать город, после чего он всё-таки подписал контракт с «ястребами». В первые два сезона в 104 матчах набрал 32 (16+16) очка, однако в сезоне 2003/04 он перестал попадать в состав и 22 декабря 2003 года был отзаявлен клубом.
Перед началом сезона 2004/05 Артём соглашение с московским "Спартаком и проведя в его составе 6 матчей, перешёл в клуб «Юность-Минск». В составе белорусского клуба Чернов два года подряд становился победителем Экстралиги, а в сезоне 2005/06 он завоевал звание лучшего бомбардира турнира, набрав 65 (27+38) очков в 63 проведённых матчах. В 2006 году подписал контракт с подмосковным ХК МВД, где за два проведённых сезона он набрал 59 (29+30) очков в 100 матчах.
Перед началом дебютного сезона Континентальной хоккейной лиги Чернов продлил своё соглашение с клубом ещё на один год, однако во время предсезонных сборов он получил тяжёлую травму, которая не позволила ему играть в хоккей на протяжении двух последующих лет. 6 августа 2010 года заключил пробное соглашение с московским «Динамо», а спустя месяц он подписал с клубом полноценный однолетний контракт, после чего был отправлен в тверское «Динамо» для набора формы. В составе клуба ВХЛ Чернов в 34 проведённых матчах набрал 25 (14+11) очков, после чего был вызван обратно в Москву.
Перед началом сезона 2011/12 руководство «Динамо» приняло решение продлить соглашение с игроком.
В сезоне 2012/13 выступал за нижегородское «Торпедо». По окончании сезона клуб решил не продлевать с ним контракт, и Чернов перешёл в «Автомобилист».

### В сборной
В составе сборной России Артём Чернов принимал участие в юниорском чемпионате мира 2000 года, на котором он вместе с командой стал серебряным призёром, набрав 4 (2+2) очка в 6 проведённых матчах. Также был участником молодёжного первенства мира 2001 года, где россияне заняли лишь 7 место, а сам Чернов в 7 матчах набрал 1 (1+0) очко.

## Смерть
Умер 11 декабря 2020 года в возрасте 38 лет. Причиной смерти стали проблемы с сердцем. Ранее сообщалось, Чернов лечился от наркозависимости.

## Достижения
- Серебряный призёр юниорского чемпионата мира 2000.
- Бронзовый призёр чемпионата России 2000.
- Чемпион Белоруссии (2): 2005, 2006.
- Лучший бомбардир чемпионата Белоруссии 2006.
- Обладатель Кубка Гагарина сезона 2011/12.
- Бронзовый призёр Кубка Гагарина сезона 2015/16.

## Статистика выступлений
Последнее обновление: 14 апреля 2016 года
|                 |                 |                 | Регулярный сезон | Регулярный сезон | Регулярный сезон | Регулярный сезон | Регулярный сезон | Регулярный сезон | Плей-офф | Плей-офф | Плей-офф | Плей-офф | Плей-офф | Плей-офф |
| Сезон           | Команда         | Лига            | Игр              | Г                | П                | Очк              | +/-              | Штр              | Игр      | Г        | П        | Очк      | +/-      | Штр      |
| --------------- | --------------- | --------------- | ---------------- | ---------------- | ---------------- | ---------------- | ---------------- | ---------------- | -------- | -------- | -------- | -------- | -------- | -------- |
| 1997/98         | Металлург Нк-2  | Первая лига (Р) | 4                | 0                | 0                | 0                | --               | 0                | —        | —        | —        | —        | —        | —        |
| 1998/99         | Металлург Нк-2  | Первая лига (Р) | 32               | 9                | 7                | 16               | --               | 14               | —        | —        | —        | —        | —        | —        |
| 1999/00         | Металлург Нк-2  | Первая лига (Р) | 9                | 7                | 4                | 11               | --               | 18               | —        | —        | —        | —        | —        | —        |
| 1999/00         | Металлург Нк    | Суперлига       | 9                | 2                | 3                | 5                | --               | 2                | 5        | 0        | 0        | 0        | --       | 2        |
| 2000/01         | Металлург Нк    | Суперлига       | 44               | 15               | 17               | 32               | --               | 28               | —        | —        | —        | —        | —        | —        |
| 2001/02         | Авангард        | Суперлига       | 44               | 6                | 5                | 11               | --               | 6                | —        | —        | —        | —        | —        | —        |
| 2002/03         | Авангард        | Суперлига       | 48               | 9                | 10               | 19               | +13              | 6                | 12       | 1        | 1        | 2        | -4       | 4        |
| 2004/05         | Спартак         | Суперлига       | 6                | 0                | 0                | 0                | -4               | 2                | —        | —        | —        | —        | —        | —        |
| 2004/05         | Юниор           | Первая лига (Б) | 9                | 10               | 6                | 16               | --               | 4                | —        | —        | —        | —        | —        | —        |
| 2004/05         | Юность-Минск    | Экстралига      | 20               | 8                | 9                | 17               | --               | 16               | 12       | 3        | 5        | 8        | --       | 4        |
| 2005/06         | Юниор           | Первая лига (Б) | 1                | 0                | 2                | 2                | --               | 2                | —        | —        | —        | —        | —        | —        |
| 2005/06         | Юность-Минск    | Экстралига      | 63               | 27               | 38               | 65               | --               | 44               | —        | —        | —        | —        | —        | —        |
| 2006            | Юность-Минск    | КК              | 6                | 4                | 1                | 5                | --               | 4                | —        | —        | —        | —        | —        | —        |
| 2006/07         | Юность-Минск    | Экстралига      | 1                | 0                | 0                | 0                | --               | 0                | —        | —        | —        | —        | —        | —        |
| 2006/07         | ХК МВД          | Суперлига       | 50               | 16               | 16               | 32               | +3               | 56               | 3        | 0        | 0        | 0        | --       | 4        |
| 2007/08         | ХК МВД          | Суперлига       | 44               | 12               | 14               | 26               | -1               | 28               | 3        | 1        | 0        | 1        | -1       | 0        |
| 2010/11         | Динамо Тверь    | ВХЛ             | 34               | 14               | 11               | 25               | +1               | 64               | —        | —        | —        | —        | —        | —        |
| 2010/11         | Динамо Мск      | КХЛ             | 17               | 2                | 6                | 8                | +3               | 2                | 4        | 0        | 1        | 1        | +2       | 2        |
| 2011/12         | Динамо Мск      | КХЛ             | 36               | 6                | 7                | 13               | +10              | 14               | 1        | 1        | 0        | 1        | +1       | 0        |
| 2012/13         | Торпедо НН      | КХЛ             | 35               | 3                | 7                | 10               | 0                | 10               | 2        | 0        | 1        | 1        | 0        | 2        |
| 2013/14         | Автомобилист    | КХЛ             | 53               | 11               | 13               | 24               | +4               | 16               | 4        | 3        | 1        | 4        | +2       | 2        |
| 2014/15         | Атлант          | КХЛ             | 60               | 16               | 18               | 34               | +3               | 26               | —        | —        | —        | —        | —        | —        |
| 2015/16         | Салават Юлаев   | КХЛ             | 37               | 4                | 3                | 7                | -9               | 16               | 3        | 0        | 0        | 0        | -1       | 0        |
| 2017/18         | Металлург       | ВХЛ             |                  |                  |                  |                  |                  |                  |          |          |          |          |          |          |
| Всего в КХЛ     | Всего в КХЛ     | Всего в КХЛ     | 238              | 42               | 54               | 96               | +11              | 84               | 12       | 4        | 2        | 6        | +4       | 4        |
| Всего в карьере | Всего в карьере | Всего в карьере | 803              | 203              | 230              | 433              | +40              | 420              | 58       | 13       | 11       | 24       | +4       | 24       |

### Международная
| Турнир   | Место | Игр | Г | П | Очк | +/- | Штр |
| -------- | ----- | --- | - | - | --- | --- | --- |
| ЮЧМ-2000 |       | 6   | 2 | 2 | 4   | +4  | 2   |
| МЧМ-2001 | 7     | 7   | 1 | 0 | 1   | -1  | 0   |